# Paratyria darna
Paratyria darna là một loài bướm đêm trong họ Geometridae.